# Multiplex (київський кінотеатр в ТРЦ «Lavina Mall»)
Multiplex Lavina Mall — один з найбільших багатозальних кінотеатрів України, входить до складу мережі кінотеатрів Multiplex. Відкрито 1 грудня 2016 року.

## Опис
Загальна кількість залів — 13. Кінотеатр розрахований на більше ніж 2400 відвідувачів. У кінотеатрі розташовано перший в Україні VR Cinema у партнерстві з Samsung, власне кафе M Cafe, зона підвищеного комфорту M Club та зал з кінотехнологією Twins.

## Репертуар
Репертуар включає усі значущі фільми прокату, в тому числі мовою оригіналу з українськими субтитрами, а також широку альтернативну і фестивальну програму. В 2016 році розпочалися покази спектаклів Британського театру .